# Caraga
Denna artikel behandlar regionen Caraga. För kommunen, se Caraga (kommun).

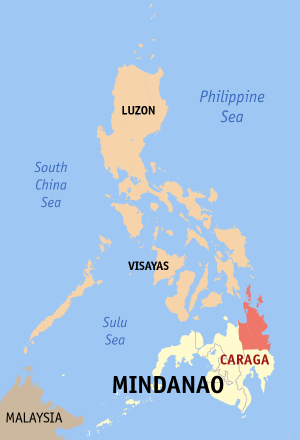
Caragas läge.

Caraga (region XIII) är den nyaste regionen i Filippinerna. Den är belägen på ön Mindanaos nordöstra del. Norr om regionen ligger Boholsjön. Den sammanlagda landarealen för regionen är 18 846,97 km², vilket utgör 6,3% av Filippinernas totala landarea, och 18,5% av ön Mindanao. Nästan hälften av regionens landareal upptas av provinsen Agusan del Sur. Regionen har 2 362 700 invånare (2006).
Regionen bildades 1995 och består av de fem provinserna Agusan del Norte, Agusan del Sur, Dinagatöarna, Surigao del Norte och Surigao del Sur. Provinsen Dinagatöarna består av områden som tidigare tillhörde Surigao del Norte fram till att denna provins bildades i slutet av 2006. I regionen finns fem städer nämligen Bayugan, Bislig, Butuan City, Surigao City och Tandag. Regionhuvudstad är Butuan City.
Bland språk som talas i regionen finns surigaonon, cebuano, filipino och engelska.